# كريم أباد السفلي (حسين أباد كرمان)
کریم أباد السفلی (بالفارسية: کریم‌آباد سفلی) هي منطقة سكنية تقع في إيران في Hoseynabad Rural District. يقدر عدد سكانها بـ 1,123 نسمة .